# Shun Sato
Shun Sato (født 6. marts 1997) er en japansk fodboldspiller, som spiller for den japanske fodboldklub Fujieda MYFC.